# Gene Troopers
Gene Troopers est un jeu vidéo de tir à la première personne développé par Cauldron et édité par Playlogic, sorti en 2006 sur Windows, PlayStation 2 et Xbox.

## Accueil
En 2014, Canard PC cite le jeu dans son dossier « Les Nanars du jeu vidéo ».